# Миклаши (Вензовецкий сельсовет)
Миклаши́ (бел. Міклашы) — деревня в Вензовецком сельсовете Дятловского района Гродненской области Белоруссии. В результатах переписи населения 2009 года деревня Миклаши не упоминается.

## География
Миклаши расположены в 8 км к югу от Дятлово, 137 км от Гродно, 19 км от железнодорожной станции Новоельня.

## История
В 1897 году Миклаши — деревня в Роготненской волости Слонимского уезда Гродненской губернии (9 домов, 50 жителей). В 1905 году — 48 жителей.
В 1921—1939 годах Миклаши находились в составе межвоенной Польской Республики. В сентябре 1939 года Миклаши вошли в состав БССР.
В 1996 году Миклаши входили в состав колхоза «Красный Октябрь». В деревне насчитывалось 7 хозяйств, проживало 12 человек.